# Melle Meulensteen
Melle Meulensteen (Beugen, gemeente Boxmeer, 4 juli 1999) is een Nederlandse voetballer die bij voorkeur als centrumverdediger of als middenvelder speelt. In 2024 verruilde hij SBV Vitesse voor UC Sampdoria. In 2025 verruilde hij UC Sampdoria voor Go Ahead Eagles. Hij is een zoon van voetbaltrainer René Meulensteen.

## Clubcarrière

### Preston North End
Meulensteen zat tot 2014 in de jeugdopleiding van Manchester United waar zijn vader werkte. Hierna ging hij naar Preston North End waar hij aanvoerder werd van het onder 18 team. Hiermee haalde hij in het seizoen 2016/17 de kwartfinale van de FA Youth Cup. Hij ondertekende in april 2017 zijn eerste profcontract. In de voorbereiding op het seizoen 2017/18 mocht hij met het eerste team trainen. Hij scoorde bij zijn debuut in een vriendschappelijke wedstrijd tegen Bamber Bridge op 9 juli.
Op 8 september werd Meulensteen tot het einde van 2017 verhuurd aan Lancaster City. Hij debuteerde op 12 september in de Northern Premier Football League Premier Division in de uitwedstrijd bij Ashton United (2-1 nederlaag). Op 16 september scoorde hij na 2 minuten in de thuiswedstrijd tegen Droylsden om de FA Cup zijn eerste doelpunt. Meulensteen speelde voor Lancaster City in:
- 11 competitiewedstrijden (3 doelpunten);
- 3 wedstrijden in de FA Cup (1 doelpunt);
- 1 wedstrijd in de Integro League Cup.[3]

In januari 2018 werd zijn contract bij Preston North End ontbonden vanwege weinig perspectief bij het eerste team. 

### RKC Waalwijk
Meulensteen vervolgde zijn loopbaan bij RKC Waalwijk. Hij debuteerde op 26 januari 2018 in de Eerste divisie in de thuiswedstrijd tegen Jong Ajax (2-4 nederlaag) als invaller, direct na de rust voor Chovanie Amatkarijo. Hij speelde twee wedstrijden als linksbuiten, maar werd daarna naar het middenveld geschoven. Op 15 maart 2019 scoorde hij zijn eerste doelpunt in het profvoetbal en voor RKC Waalwijk, in een 4-1 overwinning op MVV Maastricht. In het seizoen 2018/19 werd Meulensteen nog een linie naar achteren geschoven. Hij werd centrale verdediger naast Henrico Drost. Dat seizoen promoveerde RKC via de play-offs door achtereenvolgens N.E.C., Excelsior Rotterdam en Go Ahead Eagles te verslaan. In zijn eerste volledige seizoen kwam Meulensteen tot 35 wedstrijden.
Op 3 augustus 2019 maakte Meulensteen tegen VVV-Venlo zijn debuut in de Eredivisie en op 1 september tegen PSV scoorde Meulensteen zijn eerste Eredivisiegoal. Begin maart stond RKC met vijftien punten na 26 wedstrijden met enige afstand laatste in de Eredivisie, maar door de coronacrisis werd de competitie vroegtijdig afgebroken en bleef RKC in de Eredivisie. Op 9 januari 2021 was Meulensteen voor het eerst aanvoerder van RKC. Dat seizoen eindigde RKC als vijftiende, waardoor het ternauwernood handhaving afdwong. In het seizoen 2021/22 werd Meulensteen benoemd tot nieuwe aanvoerder van RKC. Hij begon het seizoen met de band om de arm en een 1-0 overwinning op AZ. Hij miste dat seizoen slechts één wedstrijd door ziekte. In vijf seizoenen kwam Meulensteen tot 131 wedstrijden voor RKC, waarin hij goed was voor zes goals en drie assists.

### Vitesse
Op 30 juni 2022 werd bekend dat Melle Meulensteen per 1 juli 2022 een transfer naar Vitesse maakte. Hij tekende een contract tot 30 juni 2026. Op 7 augustus maakte hij tegen Feyenoord (2-5 nederlaag) zijn debuut voor Vitesse. Hij begon het seizoen als centrale verdediger, maar werd na de winterstop een linie naar voren geschoven. Op 21 mei was hij in een 6-0 overwinning op FC Groningen goed voor zijn eerste goal voor Vitesse en zijn derde assist. In zijn tweede seizoen bij Vitesse moest hij het hele seizoen strijden tegen degradatie. Vanaf de elfde speelronde stond Vitesse onder de degradatiestreep en daar kwam het niet meer vanaf.  

### Sampdoria
Op 25 juli 2024 werd bekend dat Meulensteen de overstap naar het Italiaanse Sampdoria maakte. Daar tekende hij een contract tot en met 2027. Bij Sampdoria komt Meulensteen uit in de Serie B.

## Statistieken
| Seizoen        | Club           | Competitie     | Competitie | Competitie | Beker | Beker | Overig | Overig | Totaal | Totaal |
| Seizoen        | Club           | Competitie     | Wed.       | Dlp.       | Wed.  | Dlp.  | Wed.   | Dlp.   | Wed.   | Dlp.   |
| -------------- | -------------- | -------------- | ---------- | ---------- | ----- | ----- | ------ | ------ | ------ | ------ |
| 2017/18        | RKC Waalwijk   | Eerste divisie | 9          | 0          | 0     | 0     | —      | —      | 9      | 0      |
| 2018/19        | RKC Waalwijk   | Eerste divisie | 29         | 1          | 1     | 0     | 5      | 0      | 35     | 1      |
| 2019/20        | RKC Waalwijk   | Eredivisie     | 14         | 3          | 1     | 0     | —      | —      | 15     | 3      |
| 2020/21        | RKC Waalwijk   | Eredivisie     | 33         | 0          | 1     | 0     | —      | —      | 34     | 0      |
| 2021/22        | RKC Waalwijk   | Eredivisie     | 34         | 2          | 4     | 0     | —      | —      | 38     | 2      |
| 2022/23        | Vitesse        | Eredivisie     | 32         | 1          | 1     | 0     | —      | —      | 33     | 1      |
| 2023/24        | Vitesse        | Eredivisie     | 27         | 1          | 2     | 0     | —      | —      | 29     | 1      |
| Carrièretotaal | Carrièretotaal | Carrièretotaal | 178        | 8          | 10    | 0     | 5      | 0      | 193    | 8      |